# Šaranskij rajon
Lo Šaranskij rajon (in russo Шаранский район?) è un municipal'nyj rajon della Repubblica della Baschiria, nella Russia europea.